# Мариета Ляря
Мариета Ляря (на албански: Liri Seitllari) в албанска актриса.

## Биография
Родена е в 1955 година в албанското македонско градче Поградец (Поградеци), Албания. Завършва Института по изкуствата в Тирана. След дипломирането си започва да играе в театъра в Поградец. В 1979 година се жени за режисьора Рикард Ляря и започва работа в Народния театър в Тирана. Дебютира в киното в 1978 година с ролята на Доника във филма „В снежните гори животът продължава“ (Ne pyjet me bore ka jete). Носителка е на наградата заслужил артист. На изборите през 1991 г. е кандидат за депутат от Демократическата партия на Албания в района на Поградец. През 1995 година става директор на отдел в Министерството на културата, младежта и спорта, където работи до 1997 година. В 1997 година емигрира със семейството си в Гърция, но няколко години по-късно се завръща и работи в телевизия Клан.

## Филмография
| Година | Име                       | Име                                  | Роля                     |
| ------ | ------------------------- | ------------------------------------ | ------------------------ |
| 1978   | Ne pyjet me bore ka jete  | „В снежните гори животът продължава“ | Доника                   |
| 1978   | Vajzat me kordele te kuqe | „Момичетата с червени панделки“      | Йета Дуро                |
| 1981   | Kur po xhirohej nje film  | „Когато филмът е заснет“             | Дрита, асистент-режисьор |
| 1982   | Rruga e lirise            | „Пътят на свободата“                 | Войслава                 |
| 1982   | Nje vonese e vogel        | „Малко закъснение“                   | учителка                 |
| 1985   | Enveri ynë                | „Нашият Енвер“                       | жената на Бояр           |
| 1985   | Asgje nuk harrohet        | „Нищо не е забравено“                | Сара                     |
| 1986   | Fillim i veshtire         | „Трудно начало“                      | Зана                     |
| 1986   | Rrethimi i vogel          | „Малко обкръжение“                   | жената на президента     |
| 1987   | Rrethi i kujteses         | „Кръгът на паметта“                  | Маргарита Берголи        |
| 1987   | Telefon i nje mengjesi    | „Телефон на закуска“                 | Марияна                  |
| 1990   | Vitet e pritjes           | „Години на чакане“                   | Неренджа                 |
| 1991   | Prindёr tё vegjёl         | „Бедни родители“                     | майката                  |
| 1994   | Lamerica                  | „Ламерика“                           | мениджър във фабрика     |
| 1996   | Nata                      | „Нощ“                                |                          |
| 2003   | Njerëz dhe Fate           | „Хора и съдба“                       | Хала                     |
| 2007   | Time of the Comet         | „Времето на кометата“                | монахиня                 |